# Угорчак Андріян-Юрій
Угорчак Адріян-Юрій (Угорчак Юрій Михайлович) (* 25 лютого 1944, Заболотів) — український краєзнавець, публіцист, педагог, громадський діяч. Упорядник і завідувач Музею освіти Прикарпаття, лауреат премії ім. І. Вагилевича (1996).

## Біографія
Адріян-Юрій Угорчак народився в 1944 році в містечку Заболотів, що на берегах Прута. Закінчив Чернівецький медичний інститут, а згодом і Чернівецький університет ім. Федьковича. Працював учителем. Згодом в обласній організації Українського товариства охорони пам'яток історії та культури.
З 1990 року — директор Музею Прикарпатського національного університету ім. В. Стефаника та історії освіти на Прикарпатті. За його ініціативою у 1980-х роках було встановлено понад 20 меморіальних дощок видатним українським громадським та культурним діячам Прикарпаття. Учасник краєзнавчих конференцій, організатор понад 150 краєзнавчих, документальних і художніх виставок у Музеї «Освіта Прикарпаття».
Лауреат премії імені Героя України Михайла Сікорського Національної спілки краєзнавців України (2016). Лауреат обласних премій: пам'яткознавчої ім. І. Вагилевича (1997), краєзнавчої ім. В. Полєка (2011), «За кращу краєзнавчу книгу» (2012).

## Творчість
Адріян-Юрій Угорчак автор більше 20-и книг, путівників, багатьох статей у часописах і збірниках (як місцевих, так і загальноукраїнських).
Найвідоміші твори Угорчака Юрія:
- «Чорнолицька легенда» — збірка оповідань з історії Прикарпаття(1994);
- «Літературно-меморіальний музей Марка Черемшини в селі Кобаках» (1989);
- «Літературно-художні місця Івано-Франківська, Покуття и Гуцульщини» (1989);
- «Музей Івана Франка в Долині» (1987);
- «Музей Мирослава Ірчана в П'ядиках» (1989);
- "Вшанування пам'яті «Руської трійці» (спільно з Гаврилів Б. М., Миронюк І. Ф.)[2]